# Sivry
Sivry é uma comuna francesa na região administrativa de Grande Leste, no departamento de Meurthe-et-Moselle. Estende-se por uma área de 5,91 km². Em 2010 a comuna tinha 255 habitantes (densidade: 43,1 hab./km²).